# Григорій Карпович
Григорій Карпович (†до 1706) — український військовий та державний діяч в добу Гетьманщини, сотник Батуринської сотні, полковник Чигиринського, Київського та Стародубівського полків Війська Запорозького

## Біографія
Кар'єру розпочав при гетьманстві Дем'яна Многогрішного. Тоді Григорій Карпович зайняв відповідальний уряд — очолив Батуринську сотню в гетьманській столиці.
У 1677 гетьман Іван Самойлович поставив його полковником у Чигирині як «свого батуринського чоловіка». У липні 1680 згадується вже як стародубський полковник, а в 1682 на з'їзді старшини в Батурині було вказано
| оставити полковничество киевское Костянтину Солонине, а на его місто перевели есмы из Стародуба бывшего полковника Григорья Карпова. |
Після скинення Івана Самойловича аналогічна ситуація знову повторилася. Карпович замінив Костянтина Солонину, але сам лише тимчасово побув на київському полковницькому уряді у 1689—1690 роках перед призначенням сюди К. Мокієвського. Причина його зміщення невідома. Можливо, полковник захворів або, швидше за все, Іван Мазепа його вимушено відправив у відставку, імітуючи перед Москвою розслідування у справі Соломона та Петрика. Хоч би як там було, старшина та його родина залишилась під надійним патронатом Батурина.
Універсалом від 28 вересня 1693 гетьман «бывшого полковника киевского з певных и слушных респектов» узяв «под оборону нашу рейментарскую». Іншими ж універсалами, від 14 жовтня 1691 та 22 серпня 1702, за ним затверджені набуті володіння.
Подальша співпраця гетьмана з Григорієм Капровичем показувала, що останній як значний військовий товариш виконував різноманітні доручення Івана Мазепи. Так, у жовтні 1699 його делегували з Батурина як гетьманського представника на вибори київського війта. Він як посланець гетьмана брав участь у розмежуванні кордону з Османською імперією у 1705.
1708 гетьман призначив сина Григорія Карповича Федора київським полковником.